# Cereus jamacaru
Espèce
Statut de conservation UICN

 LC  : Préoccupation mineure
Statut CITES
Cereus jamacaru (appelé mandacaru en portugais) est une espèce de cactus. Il est commun dans le Nordeste, au Brésil, où il atteint couramment 5 mètres de hauteur.
Une forme inerme est utilisée pour nourrir les animaux. Le type le plus courant est très épineux et est également utilisé pour l’alimentation animale, après avoir brûlé ou coupé les épines. Le Mandacaru est hautement résistant à la sécheresse.
Les fleurs sont blanches et d'environ 30 centimètres de long. Les boutons floraux apparaissent généralement à la mi-printemps et chaque fleur éclot seulement pendant une nuit. Ils fleurissent au crépuscule et se fanent au matin. Son fruit a une très forte coloration violette. La pulpe est blanche avec des petites graines noires, et il est considéré comme étant très savoureux. Beaucoup d’oiseaux s'en nourrissent, tels que le « gralha-cancã » et la « periquito-da-caatinga » de la caatinga brésilienne.

## Sources
- (en) Cet article est partiellement ou en totalité issu de l’article de Wikipédia en anglais intitulé « Cereus jamacaru » (voir la liste des auteurs).